# Мангоне
Мангоне (итал. Mangone) је насеље у Италији у округу Козенца, региону Калабрија.
Према процени из 2011. у насељу је живело 580 становника. Насеље се налази на надморској висини од 753 м.

## Становништво
Према резултатима пописа становништва 2011. у општини је живело 1.931 становника.
| 1951. | 1961. | 1971. | 1981. | 1991. | 2001. | 2011. |
| ----- | ----- | ----- | ----- | ----- | ----- | ----- |
| 2.169 | 1.701 | 1.349 | 1.564 | 1.705 | 1.730 | 1.931 |